# Miroslav Lap
Miroslav (Mirko) Lap, slovenski hokejist, * 8. september 1950, Ljubljana.
Lap je bil dolgoletni član kluba Olimpija Hertz Ljubljana. Za jugoslovansko reprezentanco je nastopil na Olimpijskih igrah 1976 v Innsbrucku. 
Leta 2012 je bil sprejet v Slovenski hokejski hram slavnih za leto 2008.